# Toshihide Masukawa
Toshihide Masukawa, Toshihide Maskawa (jap. 益川 敏英 Masukawa Toshihide; ur. 7 lutego 1940 w Nagoi, zm. 23 lipca 2021 w Kioto) – japoński fizyk teoretyk, noblista, profesor Kyoto University.

## Życiorys
Studia ukończył na Nagoya University w 1962, tam też w 1967 uzyskał stopień doktora.
Jego artykuł CP Violation in the Renormalizable Theory of Weak Interaction opublikowany wspólnie z Makoto Kobayashim był trzecim co do ilości cytowań artykułem z dziedziny fizyki wysokich energii. Zaproponowana w nim została ogólna postać macierzy mieszania dla trzech generacji kwarków, zwaną obecnie macierzą Cabbibo-Kobayashi-Maskawy. W 2008 wspólnie z Makoto Kobayashim został za tę pracę uhonorowany Nagrodą Nobla w dziedzinie fizyki. Niezależnie od nich, laureatem został również Yoichiro Nambu.
Został odznaczony m.in. japońskim Orderem Kultury. Otrzymał Nagrodę Asahi za 1994 rok. Laureat Nagrody Sakurai przyznawanej przez Amerykańskie Towarzystwo Fizyczne (APS) teoretykom cząstek elementarnych (1985).